# میتسوبیشی اسپیس‌جت
میتسوبیشی اسپیس‌جت (به انگلیسی: Mitsubishi SpaceJet) با نام پیشین میتسوبیشی ام‌آرجِی یک مدل هواپیمای مسافربری باریک‌پیکر دوموتوره بود که توسط شرکت صنایع سنگین میتسوبیشی ژاپن توسعه‌یافت و ساخته می‌شد. این هواپیما که توانایی ترابری ۷۰-۹۰ نفر را داشت، برای نخستین بار در ۲۰۱۵ میلادی مورد آزمایش قرار گرفت.

## نگارخانه

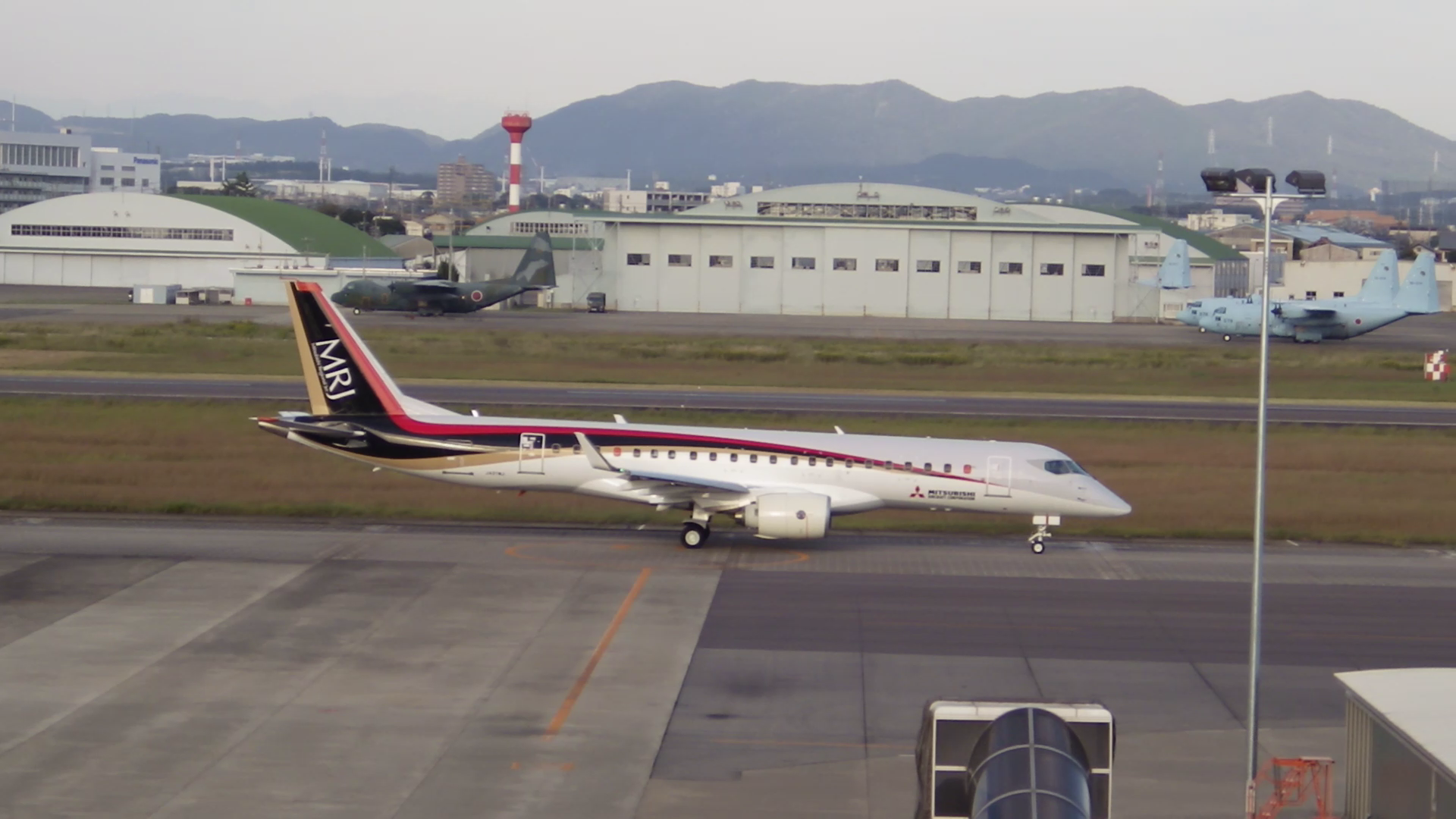
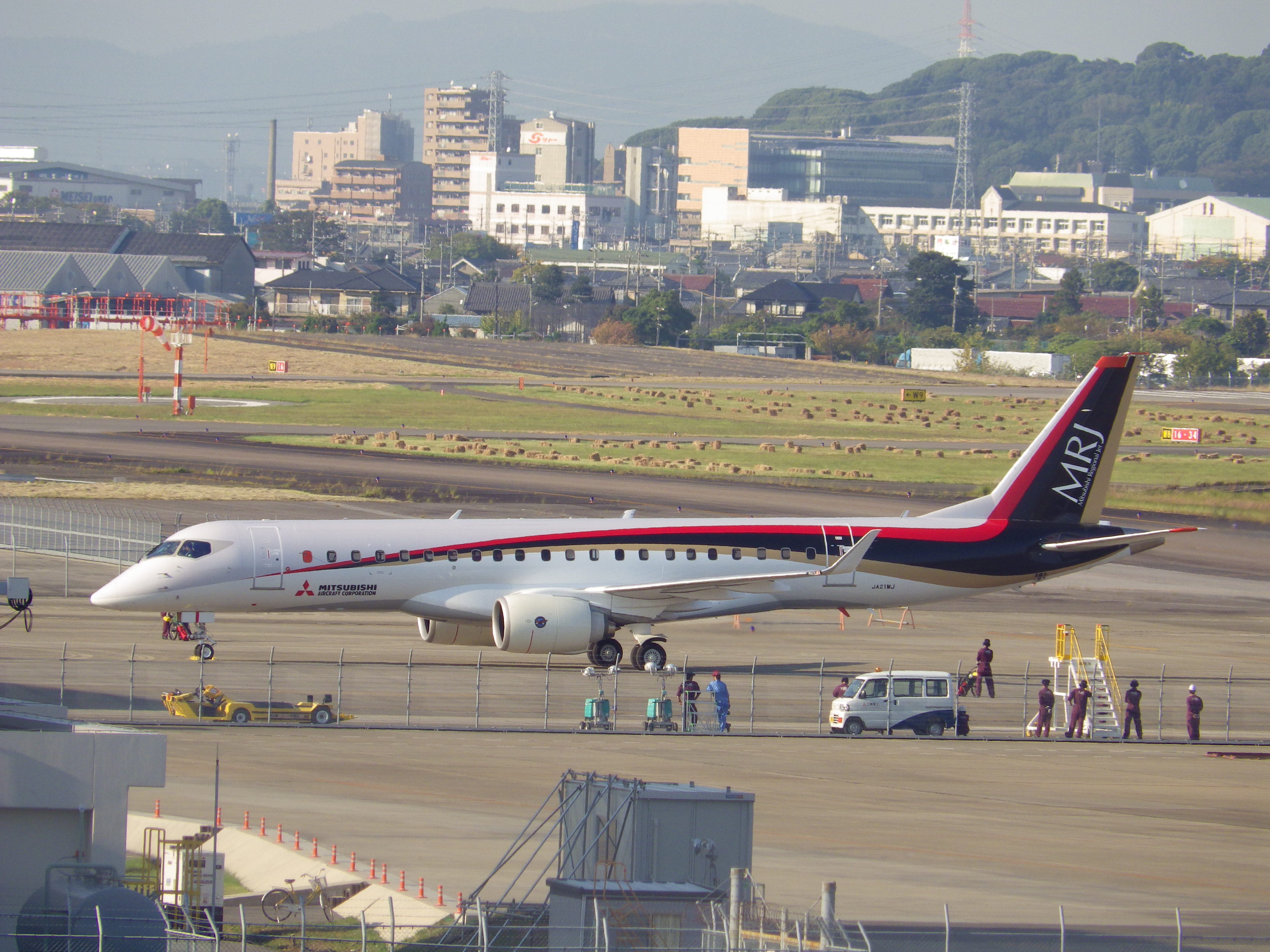
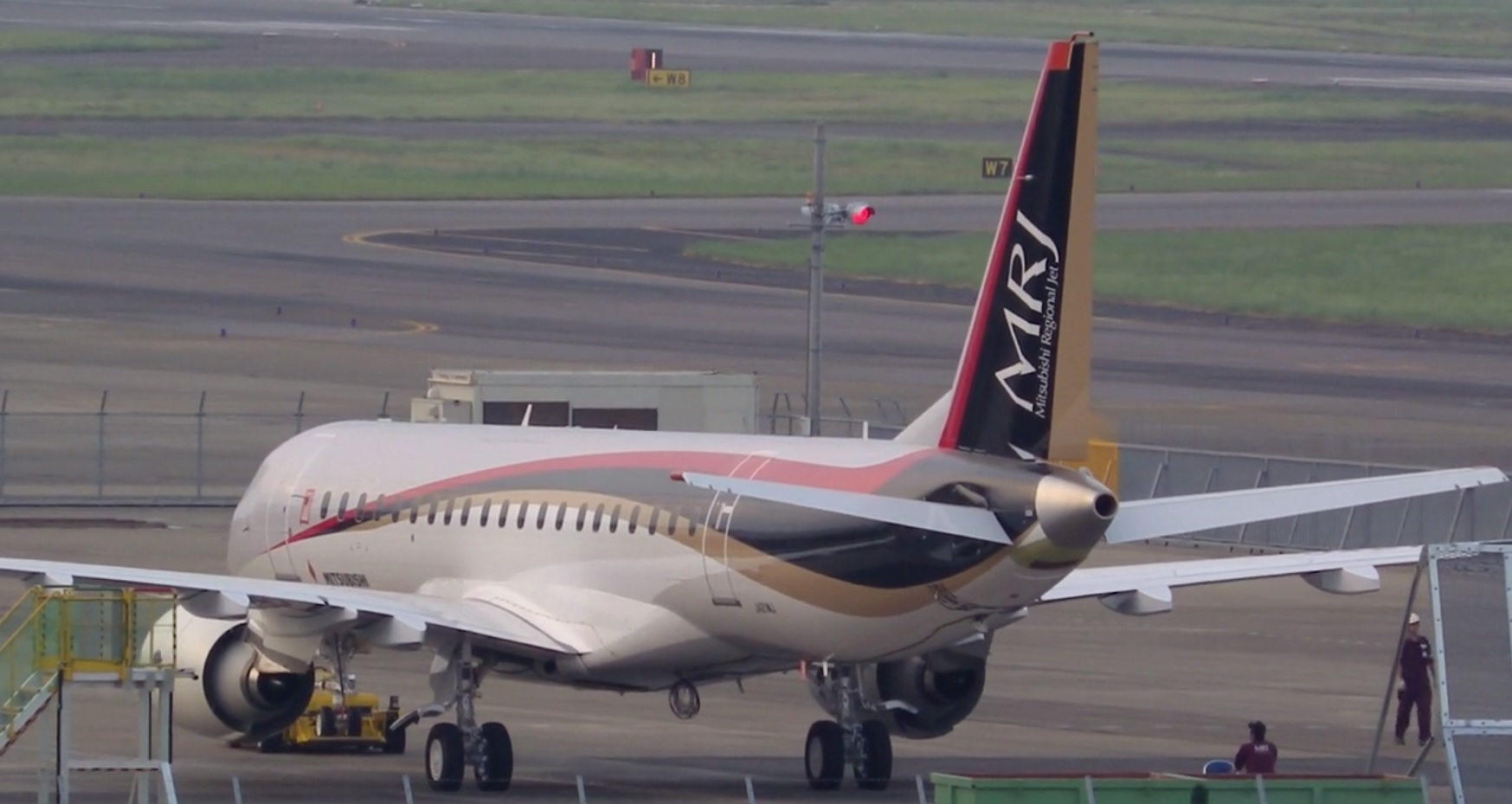
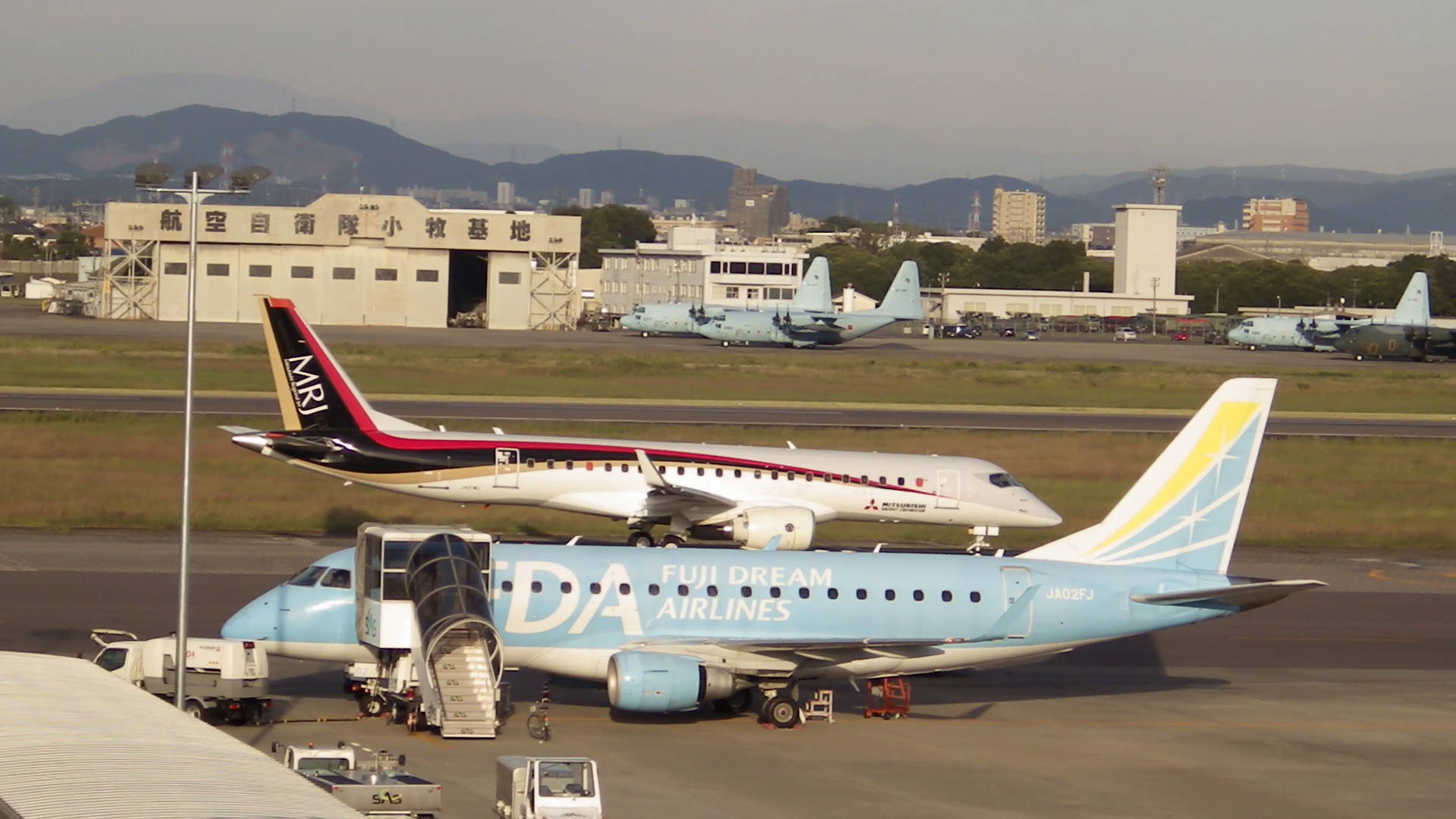